# Население на Република Южна Африка
Населението на Република Южна Африка според последното преброяване от 2011 г. е 51 770 560 души.

## Численост
Численост на населението според преброяванията през годините:
| Година | Численост  |
| 1996   | 40 583 573 |
| 2001   | 44 819 778 |
| 2011   | 51 770 560 |

## Статистика

### Средна възраст
24,3 г. (23,5 за мъжете и 25,1 за жените)

### Възрастова структура
(2001)
- от 0 до 14 години: 32,1% (момчета 7 170 000; момичета 7 210 000)
- от 15 до 64 години: 63% (мъже 18 000 000; жени 14 740 000)
- от 65 нагоре: 4,9% (мъже 800 000; жени 1 390 000)

(2009)
- от 0 до 14 години: 28,9% (момчета 7 093 328; момичета 7 061 579)
- от 15 до 64 години: 65,8% (мъже 16 275 424; жени 15 984 181)
- от 65 нагоре: 5,4% (мъже 1 075 117; жени 1 562 860)

### Коефициент на плодовитост
- 2001 – 2,9
- 2006 – 2,2
- 2007 – 2,16
- 2008 – 2,43
- 2009 – 2,38

### По пол
- при раждане: 1,02 от мъжки пол на 1 от женски
- под 15-годишни: 1,012 от мъжки пол на 1 от женски
- 15-64-годишни: 0,951 от мъжки пол на 1 от женски
- над 65-годишни: 0,628 от мъжки пол на 1 от женски
- за цялото население: 0,947 от мъжки пол на 1 от женски

Смъртност при новородените: 59,44 ‰
Средна продължителност на живота:
- мъже: 43,21 ггд.
- жени: 41,66 години
- общо: 42,45 години

Раждаемост: 17,94 ‰
Смъртност: 22,56 ‰

## Миграция
(на 1000 души)
- -1,56 (2002)
- -0,08 (2007)
- 4,98 (2008)

## Прираст
- 1,06% (2006)
- -0,46% (2007)
- 0,82% (2008)

## Расов състав
(2007)
- черни: 79,7%
- бели: 9,1%
- цветнокожи: 8,8%
- азиатци: 2,4%

## Социални проблеми
Около 46 110 723 души населяват Южна Африка. Характерен е висок естествен и механичен прираст поради високата раждаемост (31 %). По-голяма е раждаемостта сред негърското население, където е по-голяма и смъртността. Детската смъртност сред бялото население е 15 %, а сред негърското – 210 %.
След падането на апартейда през 1990 престъпността в страната нараства главоломно. Кражбите, изнасилванията и убийствата се покачват с близо 190%.
В международните хроники на Червения кръст пише, че „след падането на апартейда до 1994 година повече от 420 000 души са били убити, извършени са над 650 000 изнасилвания. Статистически погледнато всеки втори ще бъде изнасилен през живота си.
По-голямата част от жертвите са предимно жени, само 2,9% от мъже са били подложени на сексуален тормоз. В действителност жените, родени в Южна Африка днес, е по-вероятно в хода на живота си да бъде изнасилени, отколкото да се научат да четат.
Има много жертви и сред децата. Полицейска статистика от 2002 г. показва, че едва при 15% от случаите на изнасилване с деца под 11 години извършителите са идентифицирани. Статистиката от 2002 г. също показва, че има близо 8% изнасилвачи, които са били под 10 години при първото им престъпление.
Според официалната статистика Южна Африка е регионът с най-много регистрирани изнасилвания в целия свят, въпреки че едва много малък брой от изнасилванията биват регистрирани.